# Kallum Cesay
 (octobre 2022).
Kallum Cesay, né le 4 septembre 2002 à Londres, est un footballeur international sierraléonais qui évolue au poste d'arrière droit.

## Biographie

### Carrière en club
Né à Londres en Angleterre, Kallum Cesay est formé par le Tottenham Hotspur FC,. Il avait auparavant joué avec les équipes de Newham et West Ham.

### Carrière en sélection
En mars 2022, Kallum Cesay est convoqué pour la première fois avec l'équipe nationale de Sierra Leone pour une série de matchs amicaux. Il honore sa première sélection le 29 mars 2022, à l'occasion d'un match amical contre le Congo. Il est titulaire et marque un doublé lors de la victoire 2-1 de son équipe,.